# Si tú la quieres
«Si tú la quieres» es una canción del cantante español David Bisbal de su séptimo álbum de estudio En tus planes (2020). Siendo una de las favoritas de los fanes, la canción fue remezclada y lanzada como un sencillo el 3 de abril de 2020 a través de Universal Music, con la cantante española Aitana. La pista obtuvo una certificación de Oro en España por vender más de 20.000 copias el 12 de mayo.

## Antecedentes
Bisbal y Aitana comenzaron a interactuar a comienzos de 2018 luego de que finalizara la novena temporada del concurso de talentos Operación Triunfo. Como ambos son subcampeones del concurso (Bisbal en 2001 y Aitana en 2017), la invitó a presentarse a uno de sus conciertos con entradas agotadas en el Palau Sant Jordi, el pabellón multifuncional más grande de España. Ellos han tenido una estrecha relación de amistad desde ese momento. Durante ese período iniciaron negociaciones para colaborar hablando musicalmente. Esta colaboración se anunció el 30 de marzo de 2020 a través de sus respectivas redes sociales, así como la carátula del sencillo. Un video teaser de la canción se publicó al día siguiente. El lanzamiento de la carátula del sencillo causó una gran controversia debido a su baja calidad y falta de atractivo. Los críticos y los consumidores incluso lo compararon como un "banner de un sitio web pornográfico".

## Video musical
El video musical de "Si tú la quieres" estaba programado para grabarse a mediados de marzo en Medellín, Colombia, pero fue retrasado debido a la cuarentena nacional de España causada por la pandemia de la COVID-19 que comenzó el 15 de marzo de 2020. Dado que el impacto radial del sencillo y el lanzamiento del sencillo ya estaba programado, los cantantes hicieron un video musical en casa que contiene imágenes de médicos y enfermeras bailando por los hospitales que lo convierte en un homenaje a los trabajadores de la salud de España. El video musical de "Si tú la quieres" se lanzó el 2 de abril en YouTube. En su primera semana de lanzamiento, recibió más de 10 millones de visitas.

## Posicionamiento en listas
| Listas (2019)                      | Mejor posición |
| ---------------------------------- | -------------- |
| Argentina Airplay (Monitor Latino) | 16             |
| Paraguay Pop (Monitor Latino)      | 14             |
| España (PROMUSICAE)                | 13             |
| Uruguay (Monitor Latino)           | 8              |

## Certificaciones
| País                | Certificación | Ventas |
| ------------------- | ------------- | ------ |
| España (PROMUSICAE) | 2 x Platino   | 80,000 |

## Historial de lanzamientos
| País               | Fecha                       | Formatos                              | Discográfica    |
| ------------------ | --------------------------- | ------------------------------------- | --------------- |
|                    | 3 de enero de 2020          | Descarga digital, streaming (solista) | Universal Music |
| 3 de abril de 2020 | Descarga digital, streaming |                                       | Universal Music |
| España             | 19 de abril de 2020         | Contemporary hit radio                | Universal Music |